# E'Twaun Moore
E'Twaun Donte Moore (East Chicago, 25 febbraio 1989) è un ex cestista statunitense, professionista nella NBA.

## Carriera
Ha disputato il campionato NCAA con Purdue University; nell'arco di 4 stagioni ha disputato 140 partite, mettendo a segno 2.136 punti.

### Stagione da rookie: Boston Celtics e parentesi a Treviso (2011-2012)
Si rende eleggibile al Draft 2011.Viene scelto dai Boston Celtics alla 55ª scelta.
A causa del Lockout NBA 2011, si trasferisce in Italia alla Pallacanestro Treviso con cui disputa 8 partite mettendo a referto 76 punti in queste partite. Con la clausola che gli consente il rientro immediato ai Celtics lui il 9 dicembre ritorna ai biancoverdi. Moore fece il suo esordio con i celtici nella gara di apertura contro i New York Knicks.
Nell'estate del 2012 passa agli Houston Rockets nella trade che porta Courtney Lee a Boston, ma viene tagliato qualche giorno dopo.

### Orlando Magic (2012-2014)
Il 29 agosto 2012 seguente si accorda per un biennale con gli Orlando Magic.
Moore ai Magic in 2 stagioni disputa 154 partite, ovvero 75 nella prima e 79 nella seconda,ma soltanto 24 da titolare. E ben 21 volte nella prima stagione è partito da titolare (complici gli infortuni di Jameer Nelson ed Hedo Türkoglu), nella seconda stagione invece seppur abbia giocato 4 partite in più ne ha giocato solamente 3 da titolare.

### Chicago Bulls (2014-2016)
Il 18 settembre 2014 passa alla squadra della sua città natale, i Chicago Bulls. Nella prima stagione con la squadra dell'Illinois gioca 56 partite ma nessuna da titolare sotto la guida di Tom Thibodeau.
Con il coach Fred Hoiberg le cose di poco ma cambiano: giocò 59 partite (tre partite in più dell'anno precedente) ma partì per 22 volte da titolare (career-high). Il 21 febbraio (in quella che fu l'ultima partita in assoluto di Kobe Bryant allo United Center di Chicago) realizzò il suo career-high points mettendo a segno 24 punti, contribuendo alla vittoria per 126-115 dei tori.

### New Orleans Pelicans (2016-2020)
Il 21 giugno, scaduto il contratto coi Bulls, firma con i New Orleans Pelicans. Nelle prime partite parte titolare al posto del rookie Buddy Hield, mettendo a referto 10 punti nella partita d'esordio contro i Denver Nuggets. Il 26 gennaio 2017 segna 18 punti nella gara persa in casa per 114-105 contro gli Oklahoma City Thunder.
L'anno successivo è la guardia titolare della squadra, disputando tutte le 82 partite della stagione regolare (80 da titolare) e di play-off.

## Statistiche

### College
| Anno      | Squadra             | PG  | PT  | MP   | TC%  | 3P%  | TL%  | RP  | AP  | PRP | SP  | PP   |
| --------- | ------------------- | --- | --- | ---- | ---- | ---- | ---- | --- | --- | --- | --- | ---- |
| 2007-2008 | Purdue Boilermakers | 34  | 31  | 30,6 | 44,3 | 43,4 | 71,6 | 3,9 | 2,6 | 0,9 | 0,4 | 12,9 |
| 2008-2009 | Purdue Boilermakers | 37  | 36  | 33,0 | 42,2 | 33,7 | 76,2 | 4,6 | 3,0 | 1,1 | 0,4 | 13,8 |
| 2009-2010 | Purdue Boilermakers | 35  | 35  | 31,5 | 44,5 | 34,9 | 73,0 | 3,8 | 2,7 | 1,5 | 0,3 | 16,4 |
| 2010-2011 | Purdue Boilermakers | 34  | 33  | 33,9 | 44,7 | 40,0 | 70,9 | 5,1 | 3,2 | 1,2 | 0,5 | 18,0 |
| Carriera  | Carriera            | 140 | 135 | 32,3 | 44,0 | 38,0 | 72,9 | 4,4 | 2,9 | 1,2 | 0,4 | 15,3 |

### NBA

#### Regular Season
| Anno      | Squadra        | PG  | PT  | MP   | TC%  | 3P%  | TL%  | RP  | AP  | PRP | SP  | PP   |
| --------- | -------------- | --- | --- | ---- | ---- | ---- | ---- | --- | --- | --- | --- | ---- |
| 2011-2012 | Boston Celtics | 38  | 0   | 8,7  | 38,7 | 37,8 | 100  | 0,9 | 0,9 | 0,3 | 0,1 | 2,9  |
| 2012-2013 | Orlando Magic  | 75  | 21  | 22,4 | 39,6 | 34,0 | 79,7 | 2,2 | 2,7 | 0,7 | 0,3 | 7,8  |
| 2013-2014 | Orlando Magic  | 79  | 3   | 19,1 | 42,8 | 35,4 | 76,5 | 1,7 | 1,4 | 0,8 | 0,2 | 6,3  |
| 2014-2015 | Chicago Bulls  | 56  | 0   | 9,0  | 44,6 | 34,2 | 60,0 | 0,8 | 0,6 | 0,4 | 0,1 | 2,7  |
| 2015-2016 | Chicago Bulls  | 59  | 22  | 21,4 | 48,1 | 45,2 | 62,9 | 2,3 | 1,7 | 0,6 | 0,3 | 7,5  |
| 2016-2017 | N.O. Pelicans  | 73  | 22  | 24,9 | 45,7 | 37,0 | 77,0 | 2,1 | 2,2 | 0,7 | 0,4 | 9,6  |
| 2017-2018 | N.O. Pelicans  | 82  | 80  | 31,5 | 50,8 | 42,5 | 70,6 | 2,9 | 2,3 | 1,0 | 0,1 | 12,5 |
| 2018-2019 | N.O. Pelicans  | 53  | 36  | 27,6 | 48,1 | 43,2 | 76,3 | 2,4 | 1,9 | 0,8 | 0,2 | 11,9 |
| 2019-2020 | N.O. Pelicans  | 56  | 6   | 18,2 | 42,6 | 37,7 | 68,9 | 2,3 | 1,4 | 0,6 | 0,2 | 8,3  |
| 2020-2021 | Phoenix Suns   | 27  | 1   | 14,4 | 45,5 | 31,4 | 85,7 | 1,7 | 1,5 | 0,6 | 0,2 | 4,9  |
| Carriera  | Carriera       | 598 | 191 | 21,0 | 45,5 | 38,8 | 74,2 | 2,0 | 1,8 | 0,7 | 0,2 | 7,9  |

#### Play-off
| Anno     | Squadra        | PG | PT | MP   | TC%  | 3P%  | TL%  | RP  | AP  | PRP | SP  | PP   |
| -------- | -------------- | -- | -- | ---- | ---- | ---- | ---- | --- | --- | --- | --- | ---- |
| 2012     | Boston Celtics | 9  | 0  | 2,3  | 25,0 | 0,0  | 50,0 | 0,3 | 0,3 | 0,0 | 0,1 | 0,6  |
| 2015     | Chicago Bulls  | 3  | 0  | 3,0  | 33,3 | 100  | -    | 1,0 | 0,0 | 0,7 | 0,0 | 1,7  |
| 2018     | N.O. Pelicans  | 9  | 9  | 31,6 | 46,6 | 36,0 | 68,8 | 2,6 | 1,7 | 0,7 | 0,1 | 11,3 |
| 2021     | Phoenix Suns   | 7  | 0  | 6,6  | 44,4 | 20,0 | -    | 1,4 | 1,3 | 0,1 | 0,0 | 2,4  |
| Carriera | Carriera       | 28 | 9  | 12,9 | 44,2 | 33,3 | 66,7 | 1,4 | 1,0 | 0,3 | 0,1 | 4,6  |